# Emil, czyli o wychowaniu

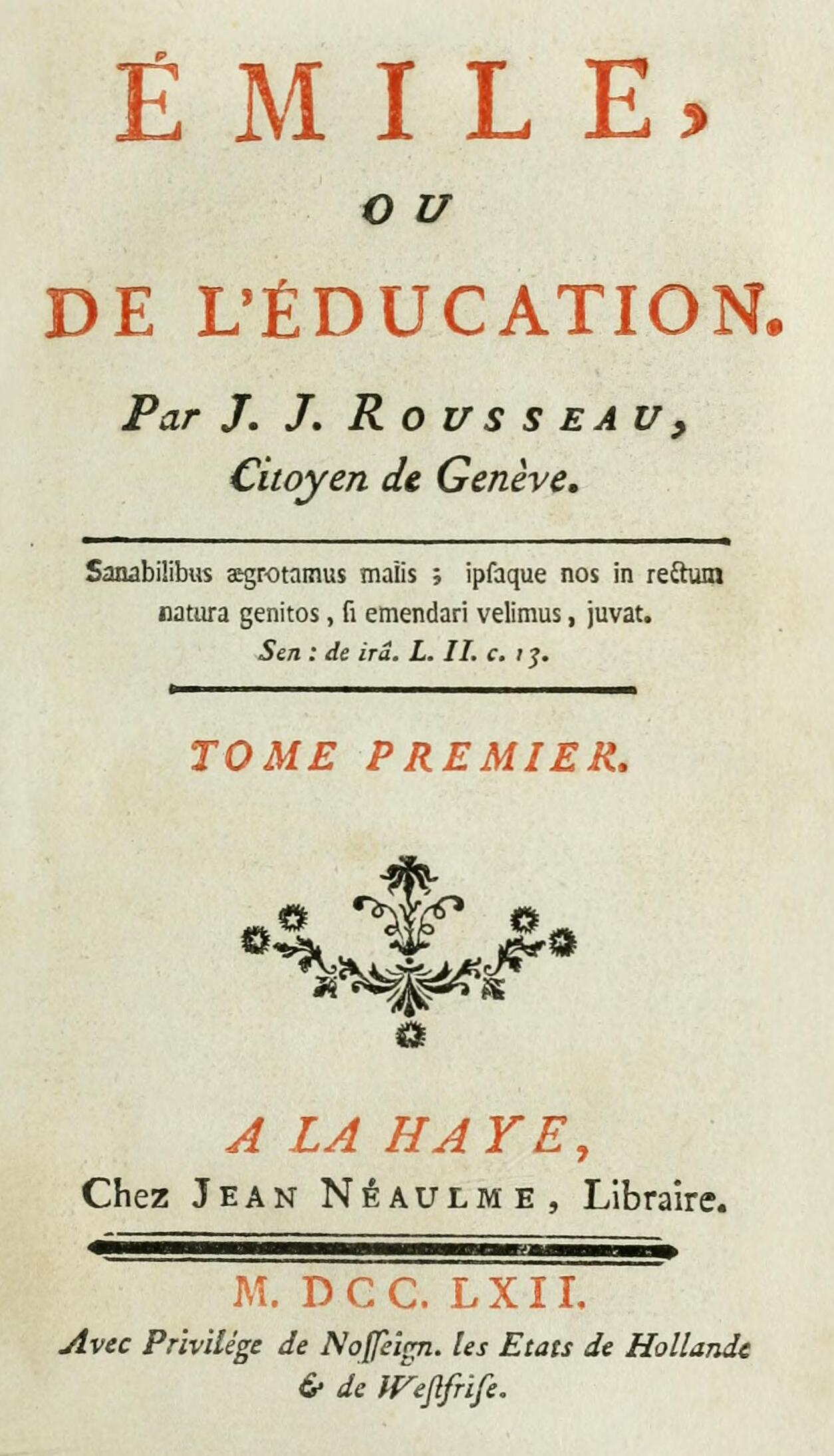
Karta tytułowa pierwszego wydania Emila

Emil, czyli o wychowaniu (fr. Émile, ou De l’éducation) – traktat pedagogiczny napisany przez Jeana-Jacques’a Rousseau i opublikowany w 1762 roku.
Utwór umieszczone zostały w indeksie ksiąg zakazanych dekretem Świętego Oficjum z 1762 roku.

## Okoliczności powstania
Zainteresowanie Rousseau problemem wychowania dzieci wynikało z dotychczasowego toku jego rozważań nad społeczeństwem i możliwościami jego ulepszenia. Uznając za niemożliwy powrót do idealnego „stanu natury” (z powodu zbyt długiego dystansu czasowego dzielącego go od współczesnej cywilizacji), filozof doszedł do wniosku, że jednym ze skuteczniejszych środków częściowej zmiany społeczeństwa na lepsze jest oddziaływanie na najmłodsze pokolenie, którego kontakt z cywilizacją był znacznie mniejszy niż w przypadku dorosłych. Emil był zatem w zamyśle autora traktatem opisującym doskonały sposób wychowywania dziecka. Zdaniem G. Lansona, Rousseau w znaczący sposób był również zainspirowany własnymi przeżyciami z dzieciństwa i młodości, którą wspominał bardzo źle. W traktacie pragnął zatem ukazać własną wizję szczęśliwego życia dziecka.

## Treść
Emil składa się z pięciu ksiąg. W pierwszej z nich Rousseau odrzuca założenie, jakoby wychowanie miało służyć zdobyciu przez młodego człowieka zawodu i pozycji społecznej, lecz zapewnia, że wychowawca powinien starać się uczynić z dziecka „prawdziwego człowieka”. Karmienie nowo narodzonego chłopca jest obowiązkiem matki, nie zaś wynajętej mamki, jednak jedynym wychowawcą dziecka powinien być mężczyzna – ojciec lub wynajęty opiekun, posiadający pełną władzę nad chłopcem. Na czas wychowania Emil z wychowawcą mieszkają na wsi, by dziecko znajdowało się w stanie jak najbliższym naturze.
W księdze drugiej Rousseau nakazuje, aby wychowawca nie korzystał w edukacji z podręczników, gdyż chłopiec nie jest w stanie prawdziwie zrozumieć ich treści. Emil ma wyciągać wnioski z otaczającej go rzeczywistości, zaś do 12. roku życia skupiać się na kulturze fizycznej. Metoda taka, zwana wychowaniem negatywnym, ma zapewnić, by osiągnąwszy ten wiek, chłopiec był znacznie zręczniejszy i sprawniejszy od rówieśników, a także, by posiadał zdolność praktycznego myślenia.
Trzecia księga poświęcona jest wychowaniu pozytywnemu. Również i w tym czasie wychowawca przyczynia się do poszerzania wiedzy Emila wyłącznie poprzez jego własne doświadczenia, nie zaś książki (te, zdaniem Rousseau, ograniczają samodzielne myślenie). Nauczyciel pozostaje w cieniu – Emil ma sam zacząć zastanawiać się nad otaczającym go światem i wyciągać szersze wnioski (np. uczyć się geografii, rozpoczynając od obserwacji najbliższego otoczenia). Na tym etapie wychowania dziecko odbiera również naukę zawodu.
Księga czwarta poświęcona jest kwestii kształcenia sumienia Emila, która zostaje podjęta w wieku 15 lat (wcześniej, zdaniem Rousseau, dziecko nie byłoby w stanie zrozumieć pojęć związanych z religią, np. koncepcji duszy). Wychowawca nie wybiera religii dla chłopca, wychodząc z założenia, że powinien on świadomie, jako dorosły, przyjąć jedno z wyznań. Zamiast tego przedstawia mu „religię naturalną”, bliską deizmowi. Opowiada mu również o miłości i idealnej towarzyszce życia, jaką chciałby dla niego odnaleźć.
W księdze piątej Rousseau przedstawia idealny model wychowania dziewczynki, Zofii. Jego zdaniem kobiety powinny być od najmłodszych lat przygotowywane do pełnienia roli żony i matki, bez rozbudzania w nich innych zainteresowań i talentów. Zofia jest od początku wychowywana po to, by wyjść za mąż za Emila. Po zaaranżowaniu ich romantycznego spotkania młody mężczyzna musi wyjechać za granicę, by w ten sposób upewnić się w stałości swoich uczuć, a także poznać różne rodzaje rządów i stosunki społeczne. Dopiero po powrocie może ożenić się z wiernie oczekującą go ukochaną.

## Odbiór
Natychmiast po wydaniu Emil wywołał ogromny skandal. Jego książka została skazana na spalenie przez parlament paryski jako niemoralna. Szczególnie kontrowersyjny okazał się ustęp czwartej księgi Emila – Wyznanie wiary wikarego sabaudzkiego. Luźne ujmowanie w nim zasad religii katolickiej wywołało oburzenie w kręgach wierzących, podczas gdy deistyczne przesłanie fragmentu zostało odrzucone przez środowisko oświeceniowych filozofów. Bojąc się ewentualnych represji, Rousseau uciekł do miasteczka Motiers-Travers, należącego do Prus, skąd jednak również został szybko wygnany.
Krytycy traktatu Rousseau zarzucali mu tworzenie w tekście iluzji naturalności wychowania dziecka, gdyż Emil i Zofia nie wzrastają w stanie bliskim „pełnej naturalności”, lecz pozostają pod stałą kontrolą wychowawcy, który aranżuje „naturalne” sytuacje w celu przekazania im konkretnej wiedzy, umiejętności i postaw życiowych. Twierdzili również, że Rousseau oparł swój system na dwóch błędnych założeniach: wrodzonej dobroci dziecka, którą należy chronić przed skażeniem przez cywilizację, oraz możliwości rozdzielnego kształcenia moralności, umiejętności i wiedzy (ich zdaniem rozwijają się one równolegle). Mimo tego traktat Rousseau natychmiast po publikacji zyskał ogromną sławę, przyczyniając się znacząco do popularności karmienia dzieci przez matki czy spędzania z nimi czasu na wsi. W czasie rewolucji francuskiej Emil stał się inspiracją dla idei szkolnictwa rewolucyjnego. Był też przedmiotem krytyki, np. ze strony Mary Wollstonecraft w Wołaniu o prawa kobiety.
Bezpośrednio do Emila nawiązuje polska powieść pt. Podolanka (właściwie: Podolanka wychowana w stanie natury, życie i przypadki swe opisująca) z 1784 roku, autorstwa Michała Dymitra Krajewskiego.